# Trattato di Versailles (1757)
Il trattato di Versailles del 1757 fu un accordo diplomatico tra monarchia asburgica e Francia borbonica siglato il primo maggio di quell'anno presso il palazzo di Versailles, durante la guerra dei sette anni.
Costituiva un'estensione dell'omonimo trattato dell'anno precedente, che aveva stabilito un'alleanza tra Francia ed Austria, riavvicinando due nemici storici e rovesciando alleanze stabilite da tempo. È pertanto conosciuto anche come "secondo trattato di Versailles".

## Termini
A differenza del primo trattato di Versailles, che aveva scopi difensivi, i termini del nuovo trattato erano chiaramente offensivi. La Francia si impegnava infatti ad assistere l'Austria nella riconquista della Slesia, persa nella guerra di successione austriaca a vantaggio della Prussia, mettendo in campo 129 000 uomini e 12 000 000 di lire all'anno, fino alla riconquista della provincia. In cambio gli Asburgo avrebbero ceduto i Paesi Bassi austriaci, territori all'incirca corrispondenti all'attuale Belgio occidentale, sotto il controllo austriaco dal trattato di Rastatt del 1717.
Essi erano da lungo tempo un obiettivo francese, costantemente ostacolato dall'Inghilterra, che era scesa in campo in diverse occasioni per garantire l'esistenza di un cuscinetto tra domini borbonici e Repubblica delle Sette Province Unite. I francesi intendevano in effetti mettere a capo di uno stato fantoccio il borbone spagnolo Filippo I di Parma.
In tale ottica, truppe francesi si mossero per occupare punti chiave delle province, permettendo alle truppe asburgiche ivi dislocate di muovere ad est per attaccare le enclavi prussiane nella Germania occidentale.
Il trattato serviva anche a confermare una spartizione già pianificata dei territori prussiani tra Russia, Svezia e Sassonia. Elisabetta di Russia in particolare contribuiva con 80 000 uomini, con l'intenzione di acquisire la Curlandia dalla Polonia in cambio della Prussia orientale e garantirsi il controllo totale della Confederazione polacco-lituana.

## Conseguenze
I termini dell'accordo vennero revisionati nel successivo terzo trattato di Versailles dell'anno seguente. Di fronte all'evidenza che la rapida vittoria sperata non era stata raggiunta, l'alleanza veniva confermata, ma la Francia retrocedeva parzialmente dai suoi impegni militari e finanziari in Germania, rinunciando però al controllo dei Paesi Bassi austriaci. La sconfitta della Prussia restava una priorità della coalizione ma l'impegno nella guerra con la Gran Bretagna e la crisi finanziaria costringevano Luigi XV ad un parziale disimpegno.